# Lagune del Sello
La Lagune del Sello (en français : Lagune du Sceau) est un lac d'Argentine. Il est situé au centre-ouest du département de Lago Buenos Aires de la province de Santa Cruz, en Patagonie.

## Géographie
Le lac est situé au centre de la Meseta del Lago Buenos Aires, vaste haut-plateau basaltique constellé d'anciens cônes volcaniques et de multiples plans d'eau. Il s'étend d'ouest en est sur une longueur de 6 kilomètres et une largeur moyenne de 2,5 kilomètres. Son altitude est de 1 465 mètres. Il couvre une superficie de plus ou moins 15 km2. 

Le lac est situé à moins de 35 kilomètres au sud du lac Buenos Aires. Il se trouve entre la partie nord-est de la chaîne du Cerro Zeballos au sud-ouest (point culminant de 2 743 mètres), et le Cerro Overo au nord-est (1 791 mètres).
Son bassin est endoréique et le réseau de petits cours d'eau qui l'alimentent est de type centripète, c'est-à-dire qu'ils convergent vers le lac, point central du bassin. 

Il en résulte que les eaux de ce lac sont saumâtres.
L'altitude aidant, sa surface est gelée en hiver.

## Biologie
La lagune del Sello, héberge un nombre très important d'oiseaux de différentes espèces. Une expédition ornithologique effectuée début 2010 a estimé ce nombre à quelque 10 000 individus, toutes espèces confondues. Parmi ceux-ci il y avait quelque 160 grèbes mitrés (ou Macaes Tobianos), espèce en grand péril d'extinction et l'un des symboles de la Patagonie du sud.